# Itinga
Itinga és un municipi brasiler en l'interior de l'estat de Minas Gerais. Amb una població de 15 104 habitants (estimació del IBGE de 2016) en una àrea de 1 640,657 km², es localitza a la regió mitjana de Jequitinhonha en el nordeste de Minas Gerais. Localitzada en una regió de relleus, on és influenciada per un clima humit i calent en l'estiu, sec i fred en l'hivern.

## Significat del nom
Itinga és un terme d'origen tupi que significa "aigua blanca", a través de la unió dels termes 'y ("aigua") i ting ("blanc").

## Geografia
La seva població estimada en 2015 era de 15 059 habitants.

## Clima
- El seu clima va del semiàrid a l'humit, amb total pluviométrico anual compresos entre 600mm i 1600mm, distribuïts irregularment al llarg de l'any. Les pluges es concentren en el període d'octubre a març, sent el trimestre desembre/febrer responsable per més del 50% de la pluja total. Amb poca variació, la temperatura mitjana anual queda al voltant de 21 °C a 35 °C. El mes més calent és febrer i el més fred juny. La umidade relativa de l'aire varia del 60% i el 80%.

## Demografia
En 2010, la població de Itinga va ser contada en 14. 407 habitants amb una estimativa en 2016 de 15. 104 habitants. Segons el cens, hi ha 7.352 homes i 7.055 dones.

## Religió
En la ciutat, existeixen moltes manifestacions religioses presents en la ciutat. Segons el cens, hi ha 12.476 catòlics i 1.582 evangélicos.